# Guy Debord
Guy Ernest Debord (Parijs, 28 december 1931 – Bellevue-la-Montagne, 30 november 1994) was een Frans marxistisch theoreticus, schrijver, filmmaker, hypergraficus, lid van de Lettrist International, oprichter van een Lettristische factie, en stichtend lid van de Situationistische Internationale (SI). Hij was ook kort lid van Socialisme ou barbarie  (S ou B).
De bekendste publicatie van Debord is het boek  La Société du spectacle (1967), in het Nederlands verschenen als De spektakelmaatschappij (vert. Jaap Kloosterman en René van de Kraats, Het Wereldvenster, 1976). Een herziene, uitgebreide versie verscheen in 2015 onder de titel De spektakelmaatschappij & Commentaar op de spektakelmaatschappij (vert. Rokus Hofstede, Jaap Kloosterman & René van de Kraats, Uitgeverij IJzer, 2015).